# Championnat de France Nationale 2 de tennis de table 1989-1990
Navigation
Nationale 2 
1988-1989 Nationale 1 
1990-1991
Le Championnat de France 1989-1990 de Nationale 2 sera la dernière saison en tant que deuxième division nationale. À la suite de la création du Championnat de France de Superdivision qui démarre l'année prochaine pour remplacer la Nationale 1 en tant que Championnat de France de Première division.

## Championnat Masculin

### Poule A
| Cl | Équipes                | Pts |
| -- | ---------------------- | --- |
| 1  | SLUC Nancy             | 32  |
| 2  | Le Crés-Montpellier TT | 29  |
| 3  | Amiens STT             | 26  |
| 4  | TTGF Angoulême         | 24  |
| 5  | SC Ponthierry          | 22  |
| 6  | Levallois UTT 2        | 15  |
| 7  | 4S Tours 2             | 14  |
| 8  | AUVR Rillieux          | 13  |

### Poule B
- Classement à la 10e journée

| Cl | Équipes           | Pts | J  | V  | N | D  |
| -- | ----------------- | --- | -- | -- | - | -- |
| 1  | TT La Tronche     | 30  | 10 | 10 | 0 | 0  |
| 2  | EM Vesoul         | 27  | 10 | 8  | 1 | 1  |
| 3  | ASPTT Lyon        | 22  | 10 | 6  | 0 | 4  |
| 4  | JS Manom          | 21  | 10 | 4  | 3 | 3  |
| 5  | AS Messine Paris  | 19  | 10 | 4  | 1 | 5  |
| 6  | Avenir de Rennes  | 17  | 10 | 3  | 1 | 6  |
| 7  | VGA Saint-Maur 2  | 14  | 10 | 1  | 2 | 7  |
| 8  | Trinité Sports TT | 10  | 10 | 0  | 0 | 10 |